# Combate de Flor da Rosa
Combate de Flor da Rosa é a designação pela qual ficou conhecido um recontro travado a 4 de Junho de 1801, entre Flor da Rosa e Aldeia da Mata, entre tropas do Exército Português, pertencentes ao Regimento de Infantaria de Castelo de Vide, comandadas pelo coronel José Carcome Lobo, e tropas espanholas comandadas pelo marechal de campo Marquês de Mora. O combate insere-se no contexto da Guerra das Laranjas e das manobras de retirada do Exército Português que levaram à perda de Olivença, tendo resultado na fuga e rendição das forças portuguesas em presença.